# Íris
Em anatomia, a íris é a parte mais visível (e colorida) do olho de vertebrados, e tem como sua função controlar os níveis de luz, assim como faz o diafragma de uma câmera fotográfica.
Existe um orifício em seu centro, chamado de pupila, cuja função é controlar a quantidade de luz que entra no olho. Em um ambiente com muita luz, ocorre a miose (diminuição do diâmetro da pupila), ao passo que, com pouca luz, ocorre a midríase (aumento do diâmetro da pupila).
Algumas pessoas (geralmente adultos maduros a partir dos 40 ou 50 anos) apresentam uma descoloração em forma de um círculo acinzentado ou esbranquiçado visível ao redor da íris denominada arco senil, que é causada por depósitos de células de lipídios (gordura) nas camadas profundas da córnea periférica sem ser contudo uma condição preocupante, já que é apenas um sinal do envelhecimento natural do corpo na maior parte dos casos. Entretanto, uma descoloração similar da íris dos olhos em adultos jovens, com menos de 40 anos, denominada arco juvenil, é frequentemente associada com altas taxas de colesterol no sangue, o que deve ser avaliado por um médico.